# Целестин IV (папа)
Папа Целестин V (на латински: Coelestinus.PP.IV) роден Гофредо ди Кастилионе (на италиански: Goffredo da Castiglione) е глава на Католическата църква, 179-ия папа в Традиционното броене.